# カステルヴェッキオ・スベークオ
カステルヴェッキオ・スベークオ（イタリア語: Castelvecchio Subequo）は、イタリア共和国アブルッツォ州ラクイラ県にある、人口約900人の基礎自治体（コムーネ）。

## 地理

### 位置・広がり

#### 隣接コムーネ
隣接するコムーネは以下の通り。
- カステル・ディ・イエーリ
- チェラーノ
- コクッロ
- ガリアーノ・アテルノ
- モリーナ・アテルノ
- オルトーナ・デイ・マルシ
- ペシーナ
- ライアーノ
- セチナーロ